# Ciolcești, Argeș
Ciolcești este un sat în comuna Leordeni din județul Argeș, Muntenia, România.

## Obiective turistice
În Ciolcești să găsește și poate fi vizitată Casa Memorială „Dinu Lipatti”.